# Hybystenen 2
Hybystenen 2, med signum DR 265†, är en runsten som upptäcktes i början av 1700-talet i Vismarlöv. Stenen flyttades några decennier senare till prästgården  i Hyby. Den är försvunnen sedan början av 1800-talet. Nils Wessman gjorde en teckning av stenen omkring 1754. 

## Inskriften
Translitterering av runraden:
[ran͡uiþi · huas · raisþi · stin þisi · ifti · þanfuþ ·]
Normalisering till rundanska:
''ranuiþi huas resþi sten þæssi æftiʀ þanfuþ.
Översättning till nusvenska:
?? reste sten denna efter ?....